# Palacio Real de El Pardo
El Palacio Real de El Pardo es una de las residencias de la familia real española. En su origen fue un pabellón de caza de los Austrias, para luego convertirse en la principal residencia invernal del soberano bajo los Borbones. Durante la dictadura franquista fue la residencia oficial de Francisco Franco, y su principal uso en la actualidad es el de alojar a los jefes de Estado extranjeros cuando se hallan de visita oficial en España.
Se encuentra en el Real Sitio de El Pardo, perteneciente al municipio de Madrid, en el entorno del Monte de El Pardo. Su gestión corresponde a Patrimonio Nacional, organismo estatal que administra los bienes al servicio de la Corona española. Se construyó en el siglo XVI a partir de un edificio primitivo del siglo XV diseñado por Luis de Vega. Su aspecto actual corresponde a las reformas y ampliaciones emprendidas en el siglo XVIII, a instancias del rey Carlos III, en las que participó el arquitecto Francesco Sabatini.
Además de por sus valores arquitectónicos, el palacio destaca por su decoración interior, representativa de diferentes épocas y estilos. Destacan los frescos, que abarcan desde el renacimiento tardío de Felipe II hasta el neoclasicismo de Fernando VII pasando por el tardobarroco de época de Carlos III. Asimismo, es especialmente relevante su colección de tapices, del siglo XVIII, en la que figuran cinco de las series más conocidas de Francisco de Goya.
Tanto el palacio como su pequeño jardín fueron declarados Bien de Interés Cultural en 1931 y 1934, respectivamente. Desde 1983, es la residencia oficial de jefes de Estado extranjeros.

## Historia
Los orígenes de este palacio se remontan a 1405, cuando Enrique III de Castilla ordenó la construcción de una casa real en el Monte de El Pardo, lugar que el monarca frecuentaba, dada su riqueza cinegética. Enrique IV, por su parte, edificó sobre la misma un pequeño castillo.

### Pabellón de caza de los Austrias

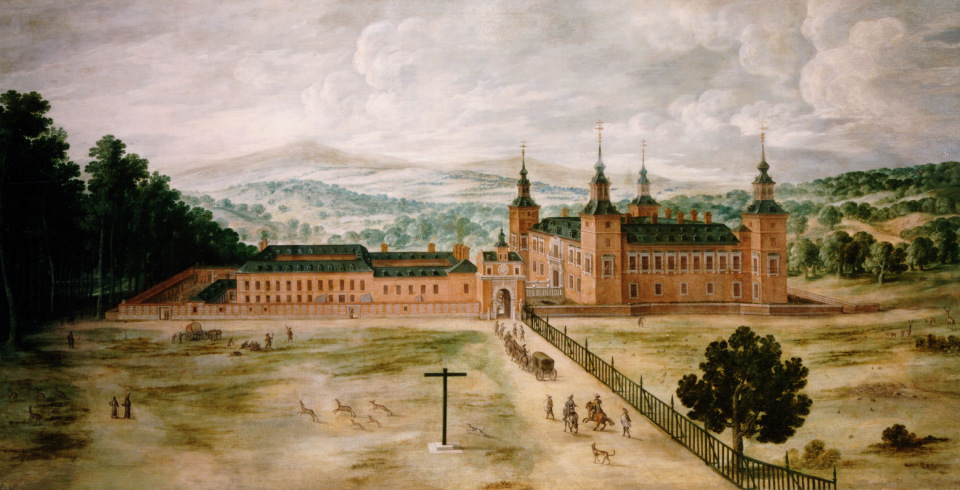
El Pardo en época de los Austrias.

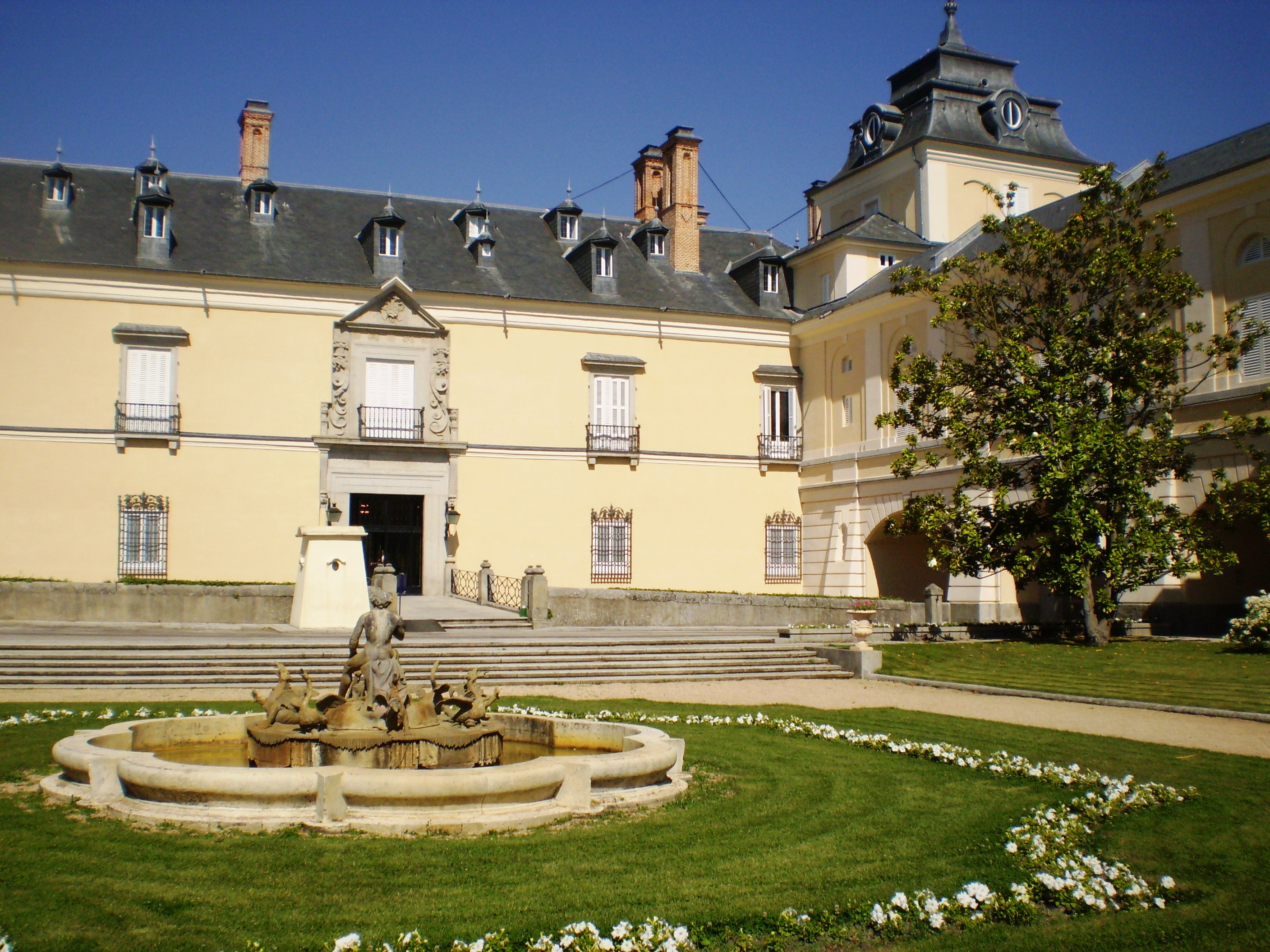
Fachada lateral del palacio, que da acceso al patio de los Austrias.

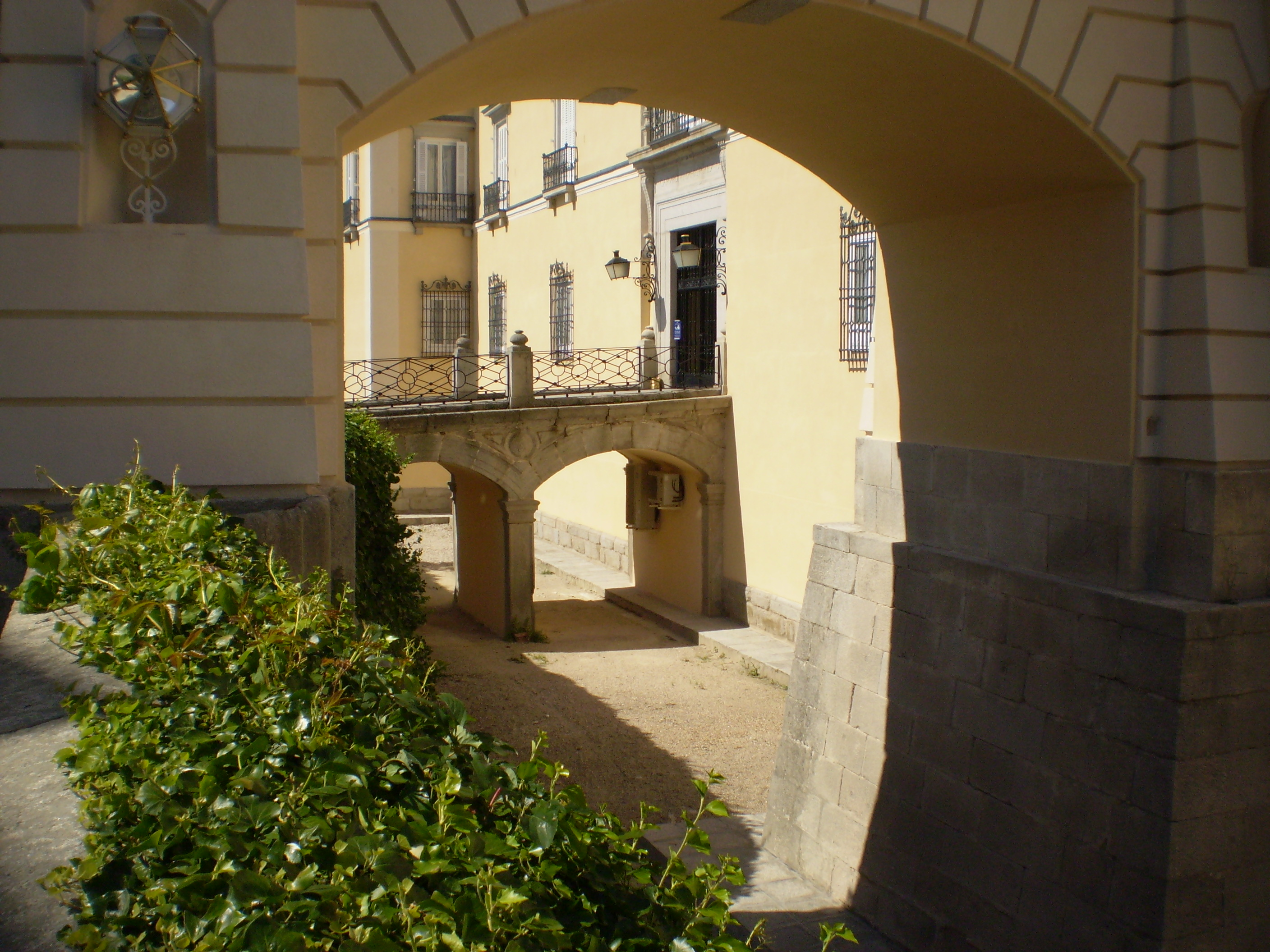
El palacio conserva el foso del castillo tardo-medieval sobre el que se levanta.

El emperador Carlos I, por impulso del joven príncipe de Asturias, Felipe, determinó la conversión de este castillo en palacio. A partir de 1544, comenzaron las obras siguiendo un primer diseño de Luis de Vega, autor también del palacio de Valsaín. El nuevo edificio seguía el esquema de un alcázar cuadrado, con cuatro torres en los ángulos y un patio porticado en el centro. Las fachadas de ladrillo se articulaban a través de ventanas con pequeños balcones, el único elemento escultórico remarcable era el gran portal de entrada con el escudo de Carlos I. A partir de 1563, siendo ya rey Felipe II, Juan Bautista de Toledo empezó a retejar el edificio con una puntiaguda techumbre de pizarra emulando la arquitectura flamenca que tanto gustaba al soberano. Anexo al palacio se edificó la Casa de los Oficios, destinada a alojar a los sirvientes y miembros subalternos de la corte.
Felipe II fue también el responsable de ultimar la decoración del palacio siguiendo las tendencias tardorrenacentistas que venían de Italia. Se realizaron elaborados estucos y pinturas murales y varios retratos obra de Tiziano o Sánchez Coello. De toda esta decoración solo se conserva el llamado «aposento de la Camarera Mayor de la Reina», con pinturas en el techo de la Historia de Perseo, obra de Gaspar Becerra.
El 13 de marzo de 1604 sobrevino un gran incendio que destruyó buena parte del palacio y la mayoría de las obras pictóricas allí depositadas, si bien se salvó la llamada Venus del Pardo, de Tiziano (actualmente en el Museo del Louvre). Se cuenta que cuando notificaron a Felipe III el siniestro, preguntó por dicho cuadro y terminó diciendo: «Si ese cuadro se salvó, lo demás no importa».
El monarca decretó la reconstrucción del edificio con un presupuesto de 80 000 ducados, concediendo la dirección de la obra a Francisco de Mora, el mismo que había sucedido a Juan de Herrera en la ejecución del Monasterio de San Lorenzo de El Escorial. En 1607 pudieron empezar las obras de decoración dirigidas por Bartolomé Carducho y Pantoja de la Cruz, y a su muerte por Pedro de Valencia; esta campaña constituyó una de las empresas artísticas más importantes del reinado de Felipe III. Algunos de los pintores implicados en esta redecoración fueron Jerónimo de Cabrera o los hermanos Patricio y Eugenio Cajés.
En el periodo de los Austria el palacio de El Pardo siempre estuvo ligado a la actividad cinegética, no en vano el Monte de El Pardo era uno de los cotos de caza más importantes de los alrededores de Madrid. Bajo el reinado de los últimos Habsburgo, la corte visitaba brevemente El Pardo el día de San Andrés (30 de noviembre), luego, pasadas las festividades navideñas la corte volvía para pasar alrededor de un mes (desde la primera semana de enero hasta inicios de febrero). Asimismo, los soberanos también solían visitar El Pardo sin preaviso para ir a comer o disfrutar de la caza uno o dos días.

### El Pardo de los primeros Borbones
Felipe V, primer soberano de la Casa de Borbón, visitó por primera vez El Pardo en 1701 y el lugar le pareció profundamente anticuado e inhóspito. El palacio albergaba en esa época doscientas veintidós pinturas, entre las que se incluían pintura de género y paisajes flamencos, retratos de los Habsburgo y varias copias de obras de Tiziano. Felipe V decidió cambiar radicalmente la decoración, las pinturas fueron enviadas a otros reales sitios y las paredes se recubrieron con tapices de la recién fundada Real Fábrica.
Durante su reinado, Felipe V, seducido por el carácter agreste de El Pardo lo convirtió en la principal residencia invernal de la corte en detrimento de Madrid. No en vano el soberano pasaba apenas dos meses en la capital durante todo el año. Sin embargo, para la mayoría de los miembros de la familia real, el palacio siguió siendo un lugar inhóspito y solitario, en medio del bosque y sin jardines. Aparte de la caza, poco más había que hacer y con frecuencia el corto camino hacia Madrid se convertía en impracticable a causa de las lluvias torrenciales. Algunas de las pocas diversiones de las que gozaba la familia real eran los cumpleaños de los Infantes Carlos y Felipe, además del carnaval que concentraba sus jolgorios en los aposentos de los príncipes de Asturias mientras el rey y la reina permanecían enclaustrados en los suyos.
Por ello, para albergar a toda la familia real, el arquitecto François Carlier, hijo de René Carlier, transformó el palacio de 1739 a 1743, tabicó dos de las tres galerías que tenía el palacio: la Galería de la Reina y el Salón de Retratos; añadió miradores ochavados en los ángulos del Patio de los Austrias para facilitar las comunicaciones; y sustituyó los chapiteles flamencos de las torres por mansardas.
De 1738 a 1739, además, construyó la nueva capilla de planta octogonal y amplió la Casa de Oficios (entonces llamada Casa de Oficiales, Caballeros y Criados del Rey) de 1741 a 1745.
Fernando VI, por su parte, fue el responsable de empezar la adquisición del Monte de El Pardo en nombre de la Corona (finalizada bajo Carlos III) y decretar la construcción, en 1749, de una cerca de cien kilómetros de longitud alrededor de la propiedad.

### Reformas de Carlos III
Carlos III disfrutaba especialmente de la estancia en El Pardo que, una vez más, se convirtió en la principal residencia invernal, allí la corte pasaba casi tres meses al año, desde Epifanía hasta Semana Santa. El rey encargó importantes trabajos de redecoración para sus aposentos y los de la reina (habitados por la infanta María Josefa), como la confección de nuevos tapices de temática campestre basados en los cartones de David Teniers o la realización de nuevos techos con estucos dorados obra de Roberto Michel.
Sin embargo, el palacio continuó siendo exiguo para alojar a toda la familia real, por lo que entre 1772-1773, Carlos III encomendó a Francesco Sabatini, la ampliación de El Pardo. Se edificó, al este, un nuevo edificio idéntico al viejo palacio y Sabatini los coaligó ambos a través de un pabellón central que albergaría el vestíbulo en la planta baja y las antecámaras y comedor del Rey en el primer piso. El patio central del nuevo edificio recibió el nombre de Patio de los Borbones, en oposición al Patio de los Austrias del viejo palacio. El Pardo adquirió entonces un aspecto más parecido al de un château tardo-barroco francés articulado a través de pabellones y con tejados à la Mansard.
Para decorar el Cuarto de los Príncipes de Asturias en la nueva ala del palacio (1773-1776), se encargaron varias series de tapices a la Real Fábrica. Mengs y Francisco Bayeu supervisaron la temática de las series, que aunque mantenían un tono «jocoso y campestre» representaban escenas más contemporáneas y madrileñas. Ramón Bayeu, José del Castillo y Francisco de Goya fueron los responsables de pintar los cartones. Cinco de las siete célebres series de cartones de Goya tuvieron como destino el palacio de El Pardo.
Tras la muerte de Carlos III en 1788, su hijo y sucesor, Carlos IV, abandonó El Pardo en 1792, ya que en ese palacio siempre se había sentido aislado durante los largos meses de invierno. Los aposentos fueron desamueblados y la mayoría de objetos trasladados al Palacio de los Borbones de El Escorial. El rey pasó a alargar la jornada en Aranjuez y allí residía durante los seis primeros meses del año.

### El Pardo fernandino e isabelino

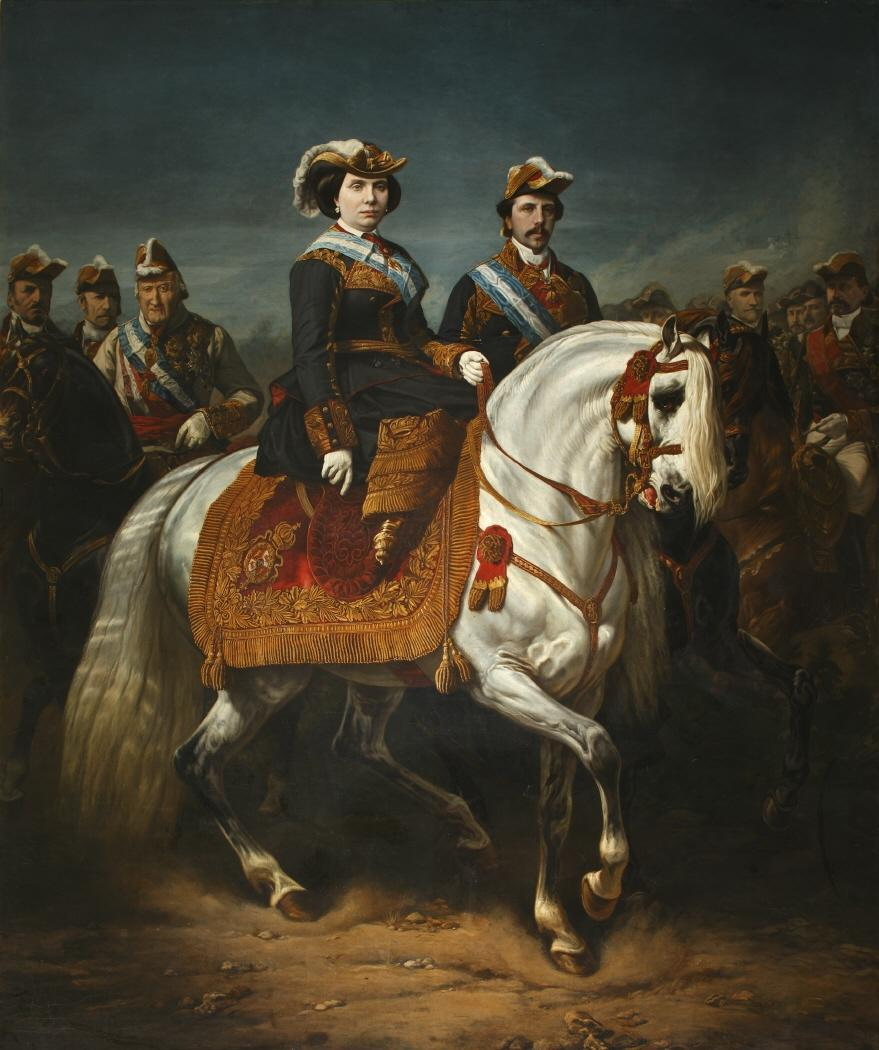
Isabel II y Francisco de Asís (1867), por Charles Porion (Museo del Romanticismo, Madrid).

Aunque Carlos IV apenas volvió a utilizar el palacio de El Pardo, sí que fue el responsable de encargar a Juan de Villanueva la restauración, de 1806 a 1809, de la Capilla Real y la Casa de Oficios, dañados por un incendio.
Fernando VII volvió a reamueblar el palacio, en este caso con muebles ya de clara inspiración Imperio. Fue el último monarca que lo habitó regularmente y a él también se debe la sistematización del jardín y la construcción del pequeño puente que une los aposentos reales alrededor del Patio de los Austrias con la Capilla Real.
Durante el reinado de Isabel II, dado el poco interés de la reina por la caza, El Pardo fue poco frecuentado por la corte. Sin embargo, fue uno de los lugares protagonistas de la primera, y más importante, crisis matrimonial de la pareja real.
En abril de 1847, mientras la reina madre María Cristina y su esposo se encontraban en Italia, la corte se dispuso a partir hacia Aranjuez para pasar la primavera, tal y como era costumbre desde tiempos de los Austrias. Para sorpresa de muchos, el rey consorte Francisco de Asís no viajó a Aranjuez, por el contrario decidió instalarse en El Pardo. En Aranjuez, la reina llevaba una vida caprichosa y desenfrenada de bailes, juegos y teatro, permanecía despierta casi toda la noche y dormía de día. Por el contrario, la rutina de Francisco de Asís era mucho más calmada, se levantaba temprano para ir a cazar y disfrutaba escuchando música y leyendo.
Los caracteres profundamente diferentes de la reina y del rey consorte habían llevado a un progresivo distanciamiento de la pareja, que ahora amenazaba con una auténtica separación. Profundamente alarmada ante un posible desprestigio de la corona y un relanzamiento de la causa carlista, la reina madre María Cristina tuvo que mediar entre su hija y su yerno. En el conflicto matrimonial también se mezclaban intrigas políticas entre los moderados y los progresistas, además de las maquinaciones de la reina madre, que deseaba volver de su exilio parisino. No fue hasta el mes de octubre, después de casi medio año de separación, cuando se produjo la ansiada reconciliación de la pareja.
Francisco de Asís siguió frecuentando El Pardo, pero, por lo general, prefirió residir en la más íntima y aislada Quinta del Duque del Arco.

### El Pardo alfonsino

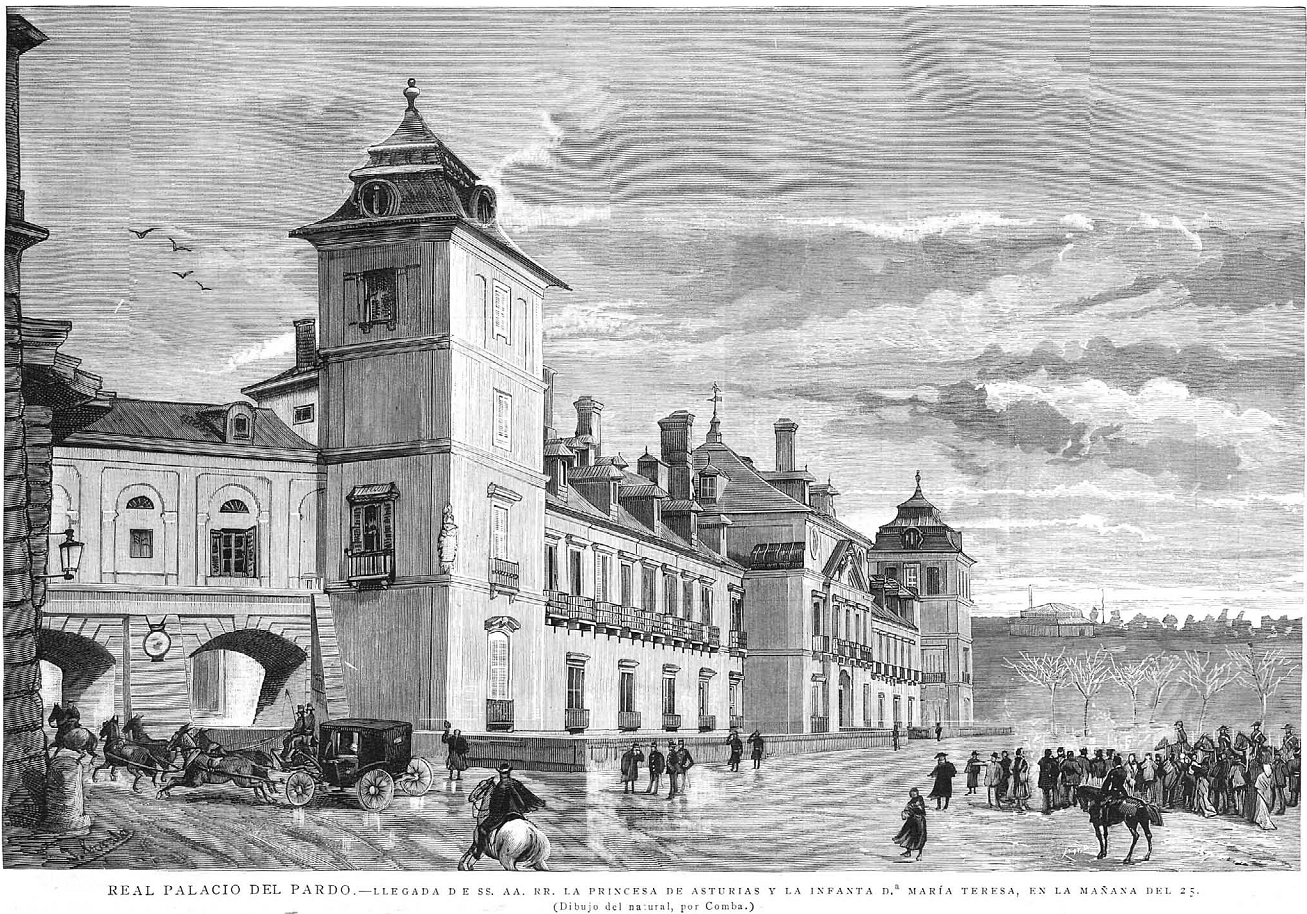
El Palacio de El Pardo en 1885, grabado de Juan Comba para La Ilustración Española y Americana.

Durante el reinado de Alfonso XII, El Pardo, que gustaba mucho al soberano, volvió a convertirse en un lugar frecuentado, especialmente como retiro, dada su tranquilidad y su cercanía a Madrid. El monarca pasó, en el palacio, la luna de miel con su primera esposa María de las Mercedes, en 1878. Asimismo, también en este palacio se firmaron las capitulaciones de boda entre el rey y su segunda esposa, la archiduquesa María Cristina de Habsburgo, el 28 de noviembre de 1879.

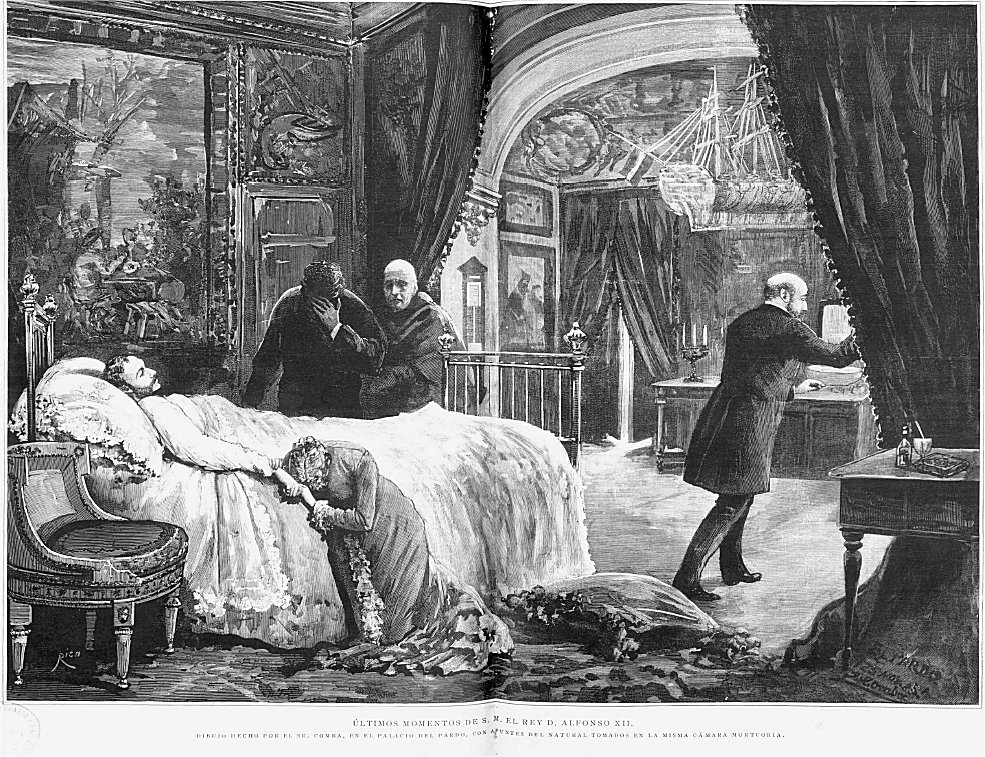
Fallecimiento de Alfonso XII. Grabado de Juan Comba para La Ilustración Española y Americana.

Después de más de diez años de reinado, Alfonso XII, aquejado de tuberculosis, se retiró a El Pardo a finales de 1885, esperando una mejora de su salud. Fallecería, sin embargo, el 25 de noviembre del mismo año, en la misma habitación que había servido de dormitorio a Carlos IV y María Luisa de Parma. Dos días después, sus restos fueron trasladados al Palacio Real de Madrid y luego al Panteón de los Reyes de El Escorial. En 1898, su viuda, la reina regente María Cristina, ordenó convertir la habitación mortuoria en oratorio.

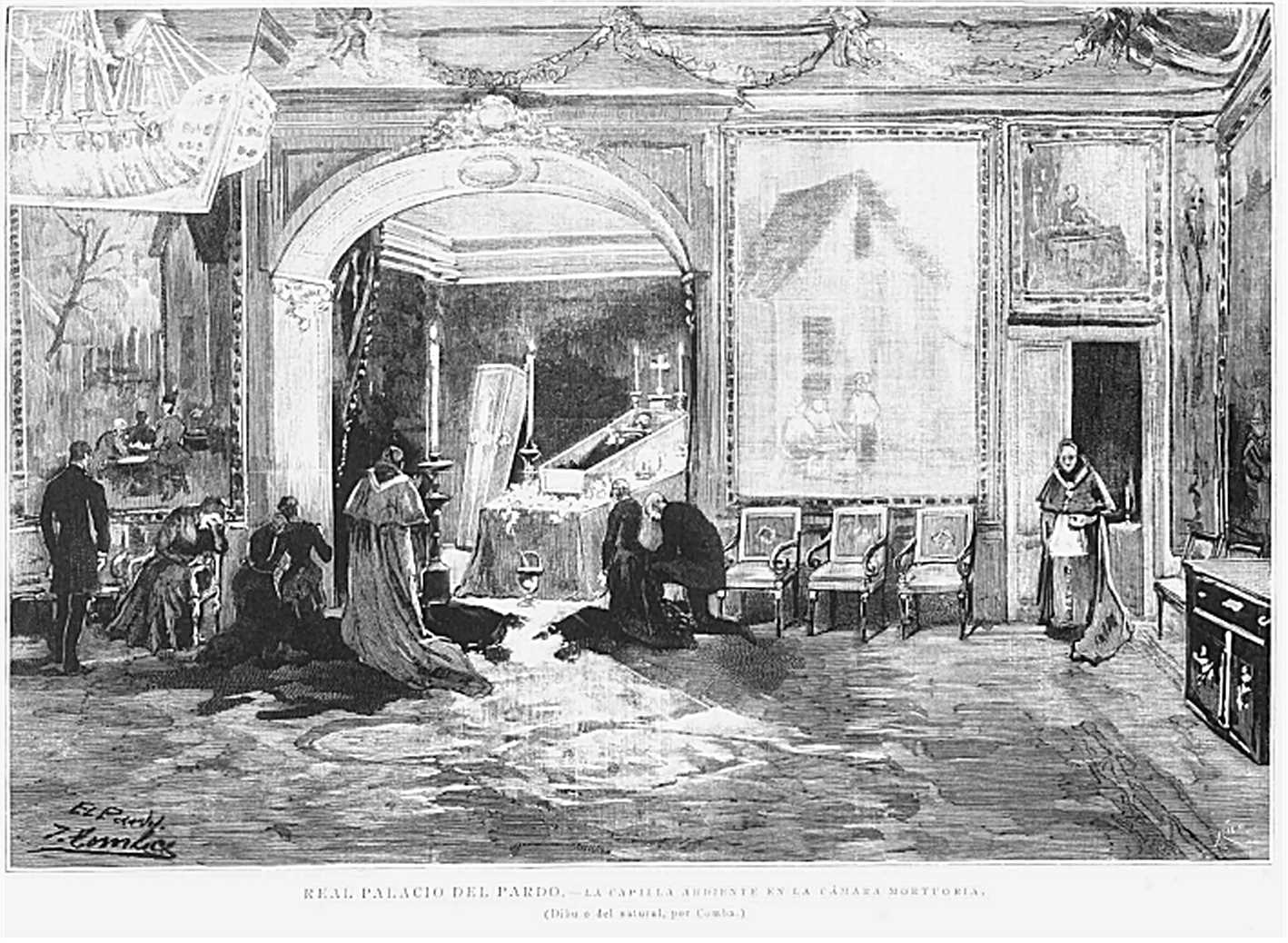
La capilla ardiente de Alfonso XII. Grabado de Juan Comba para La Ilustración Española y Americana.

A finales del siglo XIX y en los albores del XX, el Pardo, además de otros Reales Sitios, podía ser visitado cuando la corte no se encontraba en el palacio y previa solicitud a la administración del Patrimonio de la Corona.
En 1906, del mismo modo que había hecho su antecesora, la futura reina Victoria Eugenia de Battenberg se alojó en el palacio justo antes de su boda con Alfonso XIII. Llegó el 25 de mayo a la estación de El Plantío y, dos días después, un rally de 200 automóviles partió desde la Castellana rumbo a El Pardo para homenajear a los futuros esposos.
Tras la caída del Imperio austrohúngaro y el repentino fallecimiento del emperador Carlos I en Madeira en abril de 1922, el rey Alfonso XIII ofreció el palacio de El Pardo como residencia a su viuda, la emperatriz Zita, y a sus ocho hijos. La emperatriz y su familia habitaron en el palacio pocas semanas, antes de trasladarse, en agosto, a la localidad vasca de Lequeitio.

### República y Guerra Civil

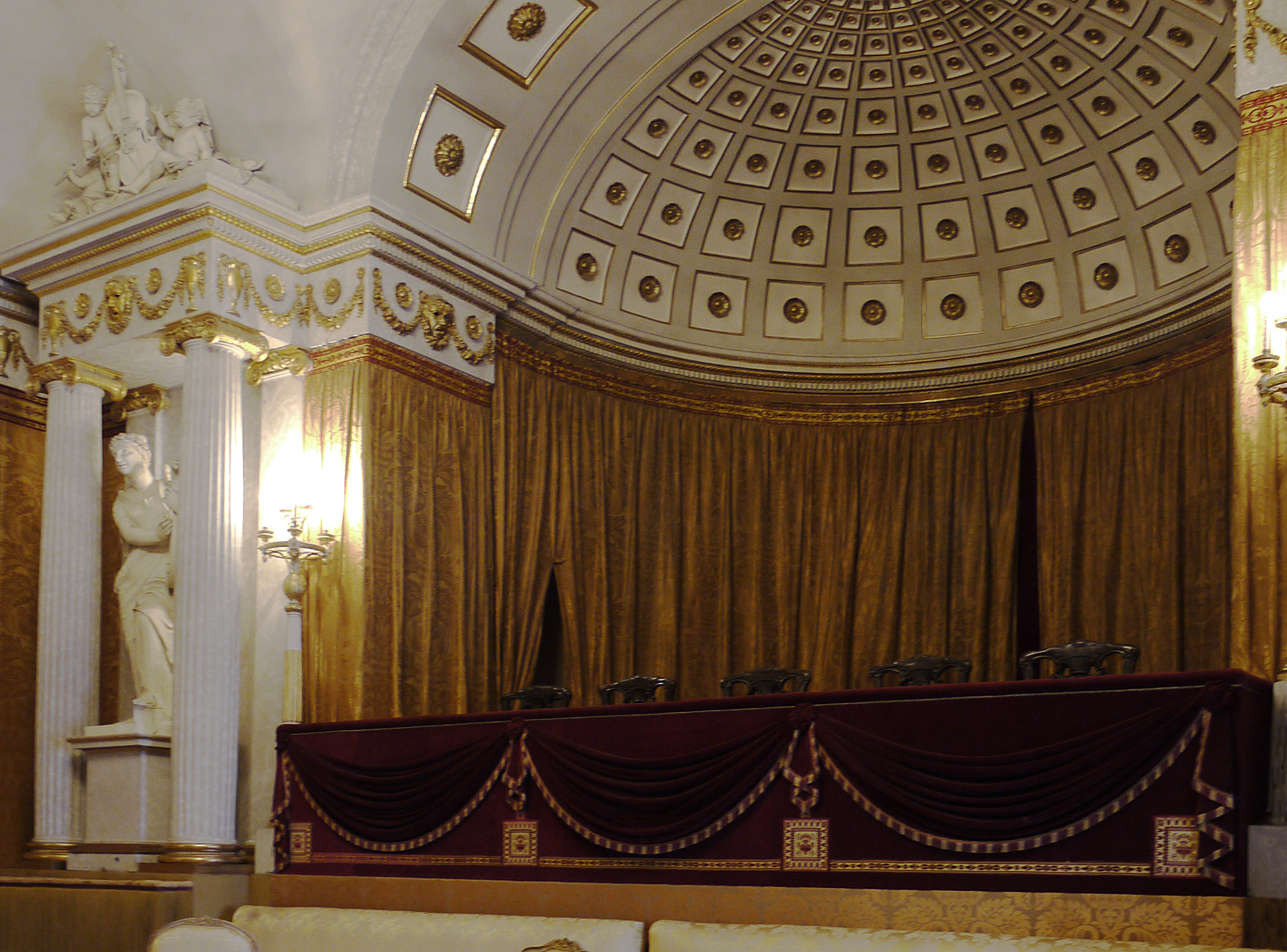
Palco real en el Teatro de Carlos III, transformado en sala de cine durante el franquismo.

Después de la proclamación de la República en abril de 1931, El Pardo, como los otros Reales Sitios, fue precintado. Poco después fue incorporado al nuevamente creado Patrimonio de la República y destinado a ser una de las residencias del presidente de la República y de jefes de Estado extranjeros de visita. Manuel Azaña, segundo presidente de la República, disfrutó especialmente de las estancias en El Pardo, aunque no en el palacio sino en la cercana Quinta del Duque del Arco. Allí precisamente le sorprendió el Golpe de Estado de julio de 1936. Tras el estallido de la Guerra civil española, el palacio albergó instalaciones militares, siendo el cuartel general de la 5.ª División del Ejército republicano.

### Residencia de Franco
Una vez acabada la guerra, el edificio fue objeto de una serie de obras para habilitarlo como residencia del nuevo jefe del Estado, el general Francisco Franco. Franco se instaló en las antiguas antecámaras del Príncipe de Asturias (Carlos IV) alrededor del Patio de los Borbones; asimismo, el comedor de Carlos III se convirtió en despacho oficial y la capilla mortuoria de Alfonso XII en capilla familiar. Entre otras obras realizadas, destacó la habilitación de un acuartelamiento para la Guardia mora que hacía las funciones de escolta. En el antiguo teatro de corte de Carlos III, transformado en sala de cine, Franco se hacía proyectar las películas del momento.
Paralelamente, el pequeño núcleo urbano que se había articulado alrededor del palacio desde tiempo de Felipe II fue incorporado, en 1949, a la ciudad de Madrid, constituyendo uno de los ocho barrios del distrito Fuencarral-El Pardo.
Durante este periodo (1939-1975), el palacio fue el centro de la mayoría de las grandes decisiones políticas españolas, y por metonimia El Pardo pasó a designar la Jefatura del Estado. En El Pardo, Franco trabajaba, celebraba los consejos de ministros y las audiencias, y recibía a los jefes de Estado y autoridades. También allí, en la capilla del Pardo, se casó su hija Carmen y nacieron todos sus nietos.
Finalmente, el 2 de febrero de 1976, tras la muerte de Franco, un cortejo de coches trasladó a la familia del general a su nueva residencia. Desde esta fecha ningún miembro de la familia Franco ha vuelto al Palacio de El Pardo.

### Transición y actualidad

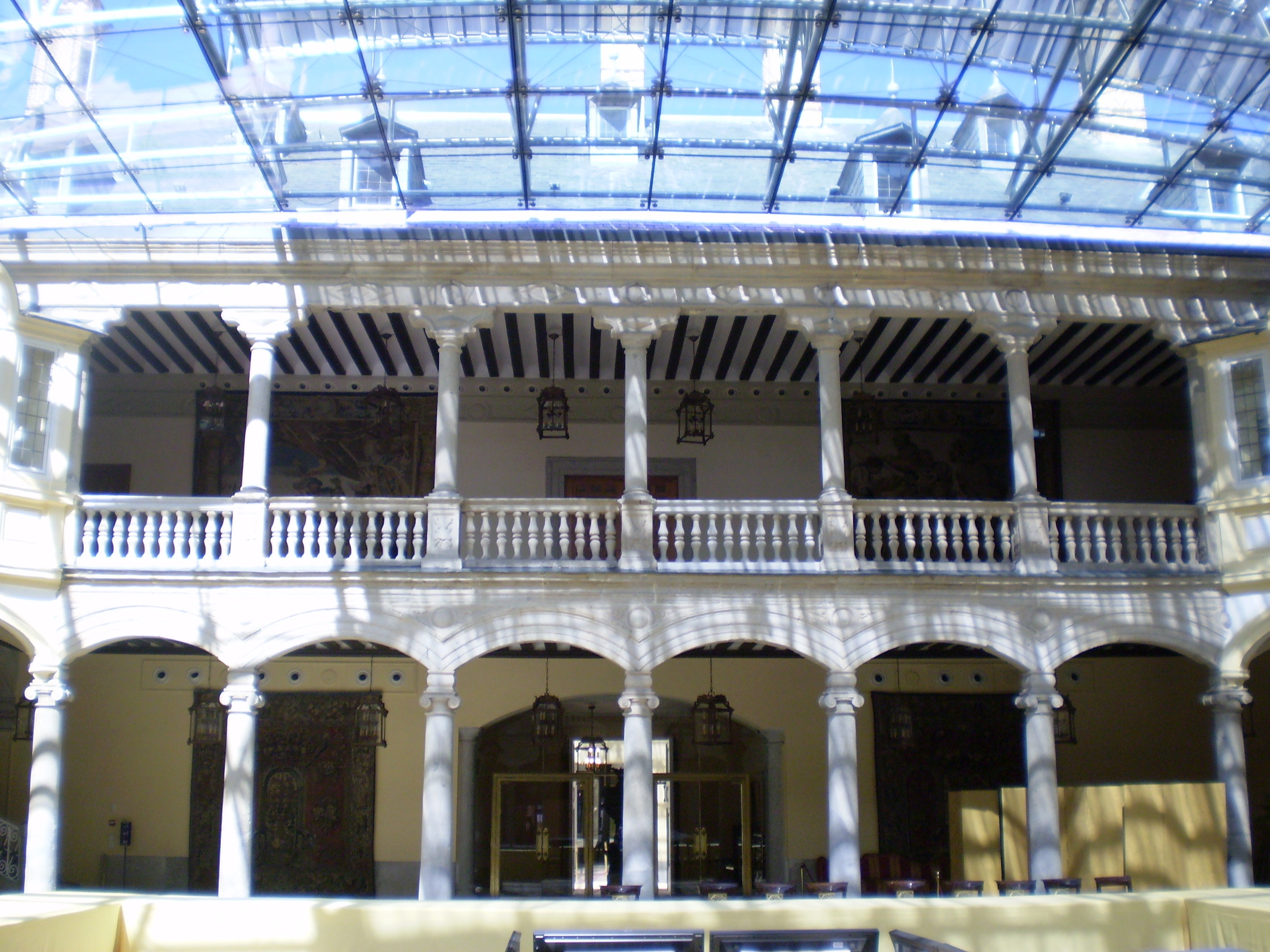
El patio de los Austrias, de estilo renacentista, cubierto por una bóveda acristalada desde 2001.

En agosto de 1976, tras la muerte de Franco, el palacio fue abierto al público como un testimonio de la vida cotidiana del difunto dictador. Sin embargo, a medida que pasaban los años y avanzaba la Transición española, al palacio se le dieron nuevos usos. En 1980, se iniciaron las obras para transformarlo en residencia oficial de los jefes de Estado extranjeros que realizan visitas de Estado u oficiales a España. Las obras terminaron dos años después y en noviembre de 1982 el palacio fue abierto nuevamente a los visitantes. Los primeros inquilinos del palacio fueron los reyes Carlos XVI Gustavo y Silvia de Suecia en marzo de 1983. Durante dicha intervención, el Patio de los Borbones fue cubierto con un techo de hierro y cristal, los otros dos patios del palacio, el Patio Central y el Patio de los Austrias, fueron cubiertos en 2001-2002.
Además de su función museística y protocolaria, la celebración de actos oficiales y sociales por parte de la familia real española es otro de sus usos actuales. En 2004, siguiendo la estela de sus predecesores, el palacio sirvió de escenario para varias ceremonias previas a la boda del príncipe Felipe y Letizia Ortiz, como fueron la petición de mano (noviembre de 2003) o la cena de gala anterior al enlace (abril de 2004). Asimismo, en junio de 2014, el rey Felipe VI y la reina Letizia celebraron en El Pardo su primera recepción después de su ascenso al trono. Como símbolo del aperturismo del nuevo reinado, en la recepción, dedicada a las ONG, fueron invitados por primera vez representantes de diversas asociaciones LGBT.

## Descripción

### Exterior
El palacio presenta, en su apariencia exterior y estructura global, una doble herencia, en primer lugar del viejo alcázar de los Austrias y, en segundo lugar, de las amplias reformas llevadas a cabo durante el reinado de los primeros Borbones.
La primera influencia queda patente en su planta cuadrangular, rodeada por un foso, con torreones en las esquinas, puertas y ventanas enmarcadas con piedra labrada y grandes patios interiores porticados. Tampoco hay que olvidar las cubiertas de pizarra, así como los emplomados, para cuyas obras se hicieron venir oficiales flamencos y plomeros ingleses por orden de Felipe II. El Pardo fue uno de los primeros edificios de España con cubierta de pizarra, una tendencia que con el tiempo se convirtió en emblema del estilo constructivo español. Todos estos elementos son típicos de los alcázares españoles.
Las reformas efectuadas bajo los Borbones, en especial Felipe V y Carlos III, cambió radicalmente la apariencia del viejo alcázar. Prueba de ellos son las torres achatadas, las mansardas que sustituyeron a los puntiagudos tejados flamencos y el enfoscado color crema (como en Ludwigsburg o Solitude) que ocultó el ladrillo rojizo. Asimismo, la fachada resultante después de la ampliación de Sabatini sigue el típico esquema tripartito de los palacio barrocos franceses: un pabellón central o avant-corps equilibrado por dos pabellones laterales (como en Maisons-Laffitte o Würzburg).

### Salas
La planta principal del palacio fue completamente re-sistematizada bajo el reinado de Carlos III, aunque, por otro lado, el soberano aportó pocas modificaciones a los aposentos del siglo XVII situados alrededor del Patio de los Austrias. Después de la muerte del rey en 1788, la distribución de los aposentos o appartements del palacio solo sufrió pequeñas modificaciones. La distribución del palacio en 1788 sería la siguiente:
Alrededor del Patio de los Austrias:
- Aposento del Rey: habitado por el soberano desde tiempos de Felipe III hasta Isabel II, bajo el reinado de Alfonso XII se convirtió en estancias de recepción. Actualmente forma parte del museo.
- Aposento de la Reina: utilizado por las consortes reales hasta María Amalia de Sajonia, luego ocupado por la infanta María Josefa (hija de Carlos III) y, en el siglo XIX, por la infantas Isabel y Eulalia (hermanas de Alfonso XII). Actualmente forma parte del museo.
- Aposentos de los infantes don Gabriel y don Antonio: situados, en parte, en el espacio de la antigua Galería de la Reina, reabierta durante las reformas de los años 80. Actualmente están parcialmente cerrados al público.

Alrededor del Patio Central:
- Comedor del Rey: la estancia más grande del palacio se convirtió en Salón de Embajadores en el siglo XIX y luego en Despacho Oficial de Franco, a su alrededor de ubicaban estancias como el Oratorio, la Sala del Café y la Sala de Aparadores. Actualmente forma parte del museo.
- Teatro o Coliseo de Palacio: es el único teatro de corte conservado en España, fue redecorado en el siglo XIX por Isidro González Velázquez. Bajo en franquismo se convirtió en sala de cine y se ocultaron los elaborados trampantojos neoclásicos bajo entelados. Actualmente forma parte del museo.

Alrededor del Patio de los Borbones:
- Aposento del príncipe de Asturias: destinado al príncipe Carlos, más tarde fue ocupado por Alfonso XII y durante el franquismo se destinó a vivienda privada del general Franco. Actualmente forma parte del museo.
- Aposento de la princesa de Asturias: albergó a la princesa María Luisa de Parma, a finales del siglo XIX se destinó a la reina María Cristina de Habsburgo (esposa de Alfonso XII) y desde 1982 es la suite privada del jefe de Estado extranjero. Actualmente se encuentra parcialmente abierto al público.
- Aposento de las Infantas niñas: fue habitado por las hijas de los príncipes de Asturias, las infantas Carlota Joaquina, María Amalia y María Luisa. En 1982 se convirtió en las estancias del séquito del jefe de Estado extranjero. Actualmente se encuentra cerrado al público.

### Decoración y obras de arte
Las obras de arte que contiene el interior del palacio pueden dividirse en tres grandes categorías: frescos y pinturas, mobiliario y tapices. La mayoría pueden datarse de la segunda mitad del siglo XVIII y la primera del XIX.

#### Frescos y pinturas

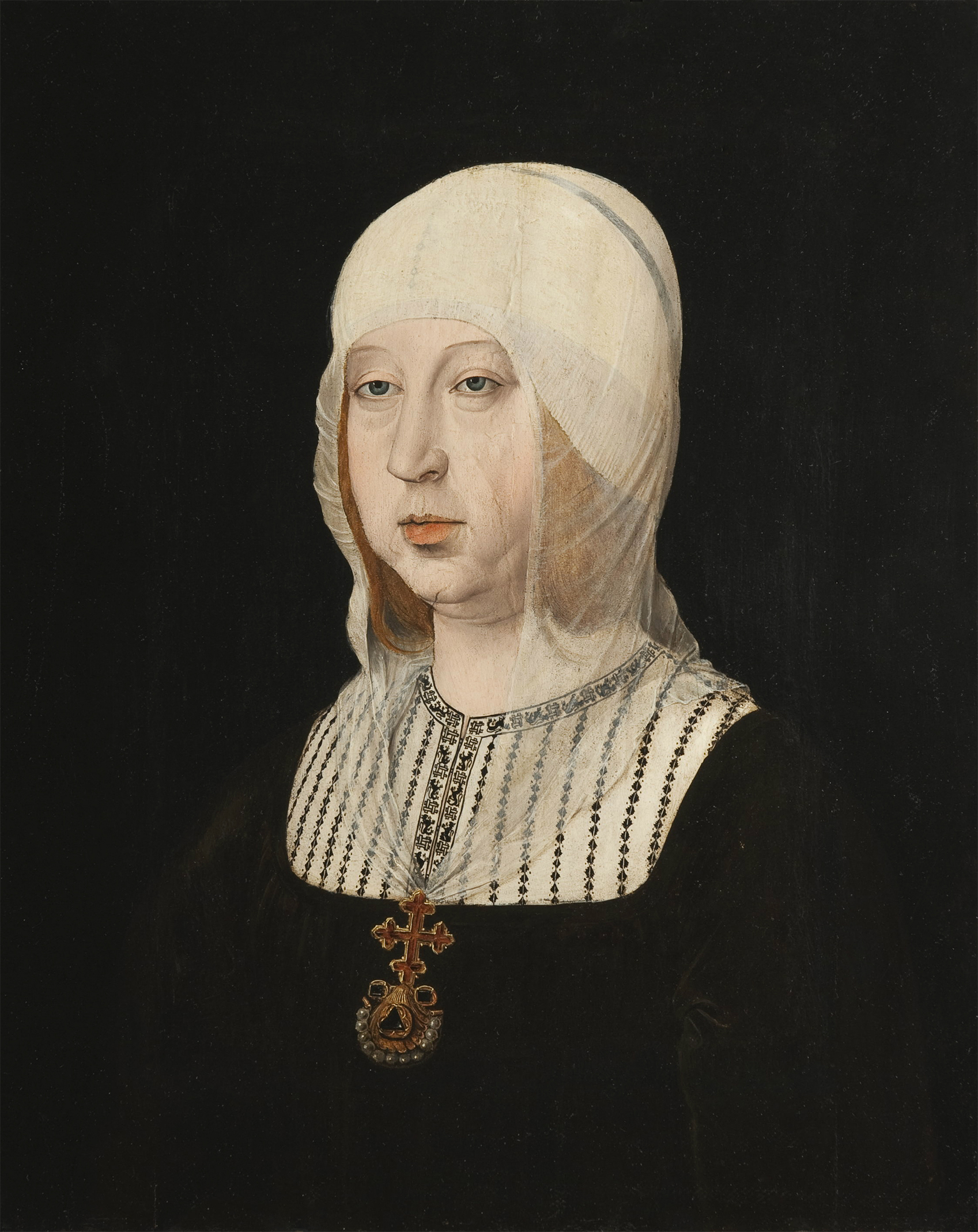
Retrato de Isabel la Católica (hacia 1500 o 1504), de Juan de Flandes, una de las obras pictóricas más importantes del Palacio Real de El Pardo.

De la decoración existente en el palacio antes del incendio de 1604 solo sobrevivió una pequeñísima porción, concretamente los frescos la Historia de Perseo pintados por Gaspar Becerra en los aposentos de la Camarera Mayor de la Reina o «Torreón de Becerra».
Tras el incendio, Felipe III encargó importantes obras de restauración y decoración, como la serie de las Hazañas de Carlos V obra de Bartolomé Carducho en la Galería del Rey, que jamás se llegó a terminar. De esa época se han preservado varios frescos situados en los aposentos del Rey y de la Reina:
- Historia de José de Patricio y Eugenio Cajés en la Galería de la Reina.
- Historia de Ester de Jerónimo de Cabrera en el Cuarto de la Reina.
- Cacería con Aurora atribuido a Luis de Carvajal en la Cámara de la Reina de Hungría (¿María Ana de Austria?).
- La Toma de Granada de Francisco López en los restos del Salón de Retratos (luego Sala de Vestir del Rey).

Del reinado de Carlos III datan elaborados frescos barrocos de Francisco Bayeu rodeados de estucos de Roberto Michel:
- Apolo protege a la Artes (1769-1770) en la Pieza de conversación del Rey.[46]
- La Monarquía española rodeada por las artes y con los vicios a sus pies (1774) en el Comedor del Rey.[47]

Por último, bajo el reinado de Fernando VII se realizó una importante labor de redecoración del palacio, de esta época son especialmente sobresalientes varios frescos en los aposentos del soberano:
- España rodeada del Poder, la Riqueza, la Justicia, la Belleza y las regiones españolas (1825) de Juan Gálvez en la Galería del Rey.
- España rodeada de poetas, escritores y conquistadores (1825) de Juan Antonio de Ribera en el Despacho del Rey.
- Victoria rodeada de virtudes y venciendo a los vicios (1825) de Zacarías González Velázquez en el Dormitorio del Rey.

En los siglos XVI y XVII, El Pardo contó además con una importante colección de pintura, que fue destruida, en su mayor parte, durante el incendio de 1604. De las pocas obras salvadas fue la Venus del Pardo de Tiziano Vecellio. A partir del siglo XVIII, el palacio fue decorado solo con tapices, al ser residencia de invierno. Actualmente, no obstante, varios cuadros se exhiben en el palacio como el Retrato de Isabel la Católica de Juan de Flandes o el Retrato de Don Juan José de Austria a caballo de José de Ribera, además de obras atribuidas a Antonio Moro, Hieronymus Bosch, Sánchez Coello, Lucas de Heere y Sofonisba Anguissola.

#### Mobiliario

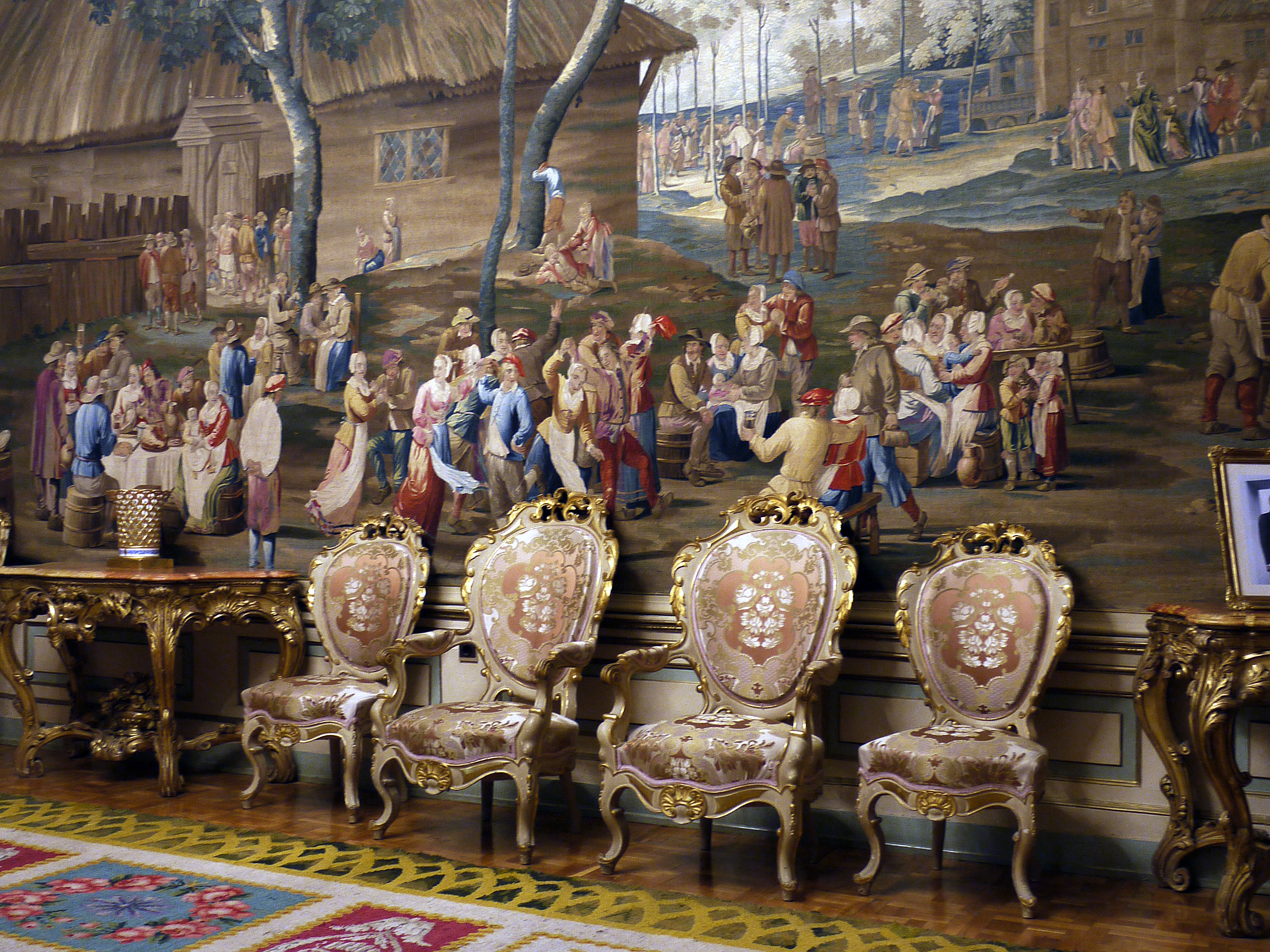
Sillería neobarroca en una de las antecámaras.

La mayoría del mobiliario del palacio, de estilo Imperio, corresponde a la amplia renovación interior efectuada bajo el reinado de Fernando VII. También hay que destacar otras piezas de un gusto más neobarroco incorporadas durante el franquismo. No obstante, a pesar de la calidad de los muebles y relojes, los objetos de decoración más notables son las grandes lámparas de araña. La mayoría de ellas, con elaboradas tallas de bronce, son de importación francesa y corresponden también el periodo fernandino. La más notable es la llamada "El Abeto", actualmente situada en el Salón del piano de la suite del jefe de Estado extranjero.

#### Tapices
En el siglo XVIII, para abrigarse del frío, las salas del palacio fueron dotadas de una relevante colección de tapices. Inspiradas en las obras de David Teniers y siguiendo una temática "jocosa y campestre", los tapices fueron elaborados en la Real Fábrica de Tapices, a partir de bocetos de Francisco Bayeu, José del Castillo y Francisco de Goya. Precisamente, cinco de las siete series de cartones para tapices de Goya tuvieron como destino el palacio de El Pardo.
- diversiones en el campo y las afueras de Madrid para el Comedor de los Príncipes de Asturias (1776-1778).
- escenas de La feria de Madrid para el Dormitorio de los Príncipes de Asturias (1778-1779).
- diversiones aldeanas para el Antedormitorio de los Príncipes de Asturias (1779-1780).

Tras el éxito de estas tres primeras series, Carlos III encargó otras dos:
- las cuatro estaciones para la Pieza de conversación del Rey (1786-1787).
- diversiones varias para el Dormitorio de las Infantas (1788), que nunca se llegó a terminar.

En la actualidad, ninguna de estas series se encuentra en su lugar original. No obstante, en el llamado Salón Francisco Goya (antigua Primera Antecámara del Rey) se conservan varios tapices diseñados por Goya, como La nevada, Los zancos o La merienda a orillas del Manzanares. El resto de los aposentos presentan tapices varios, también de altísima calidad, de Castillo y Bayeu.

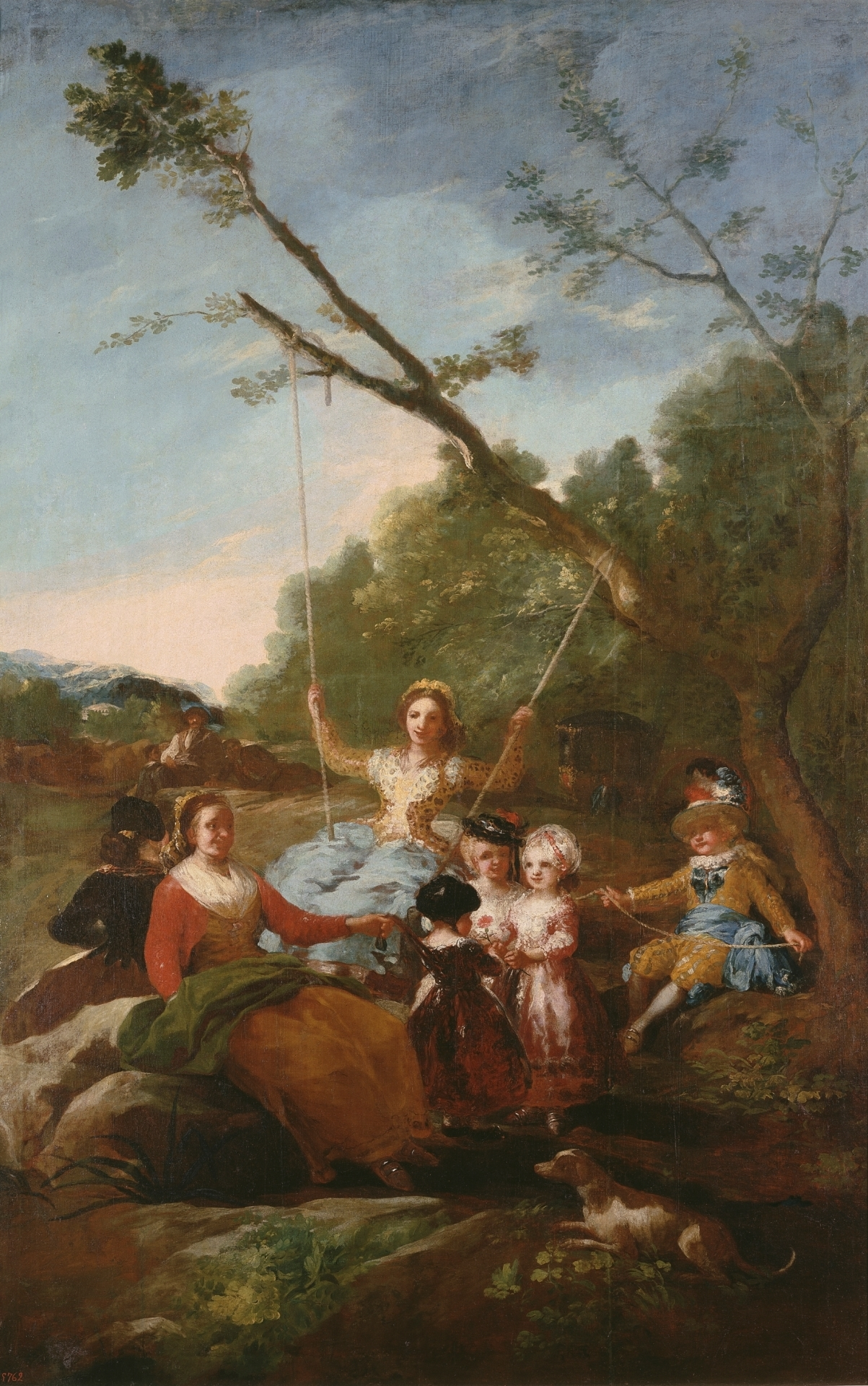
El columpio para el Dormitorio de los Príncipes
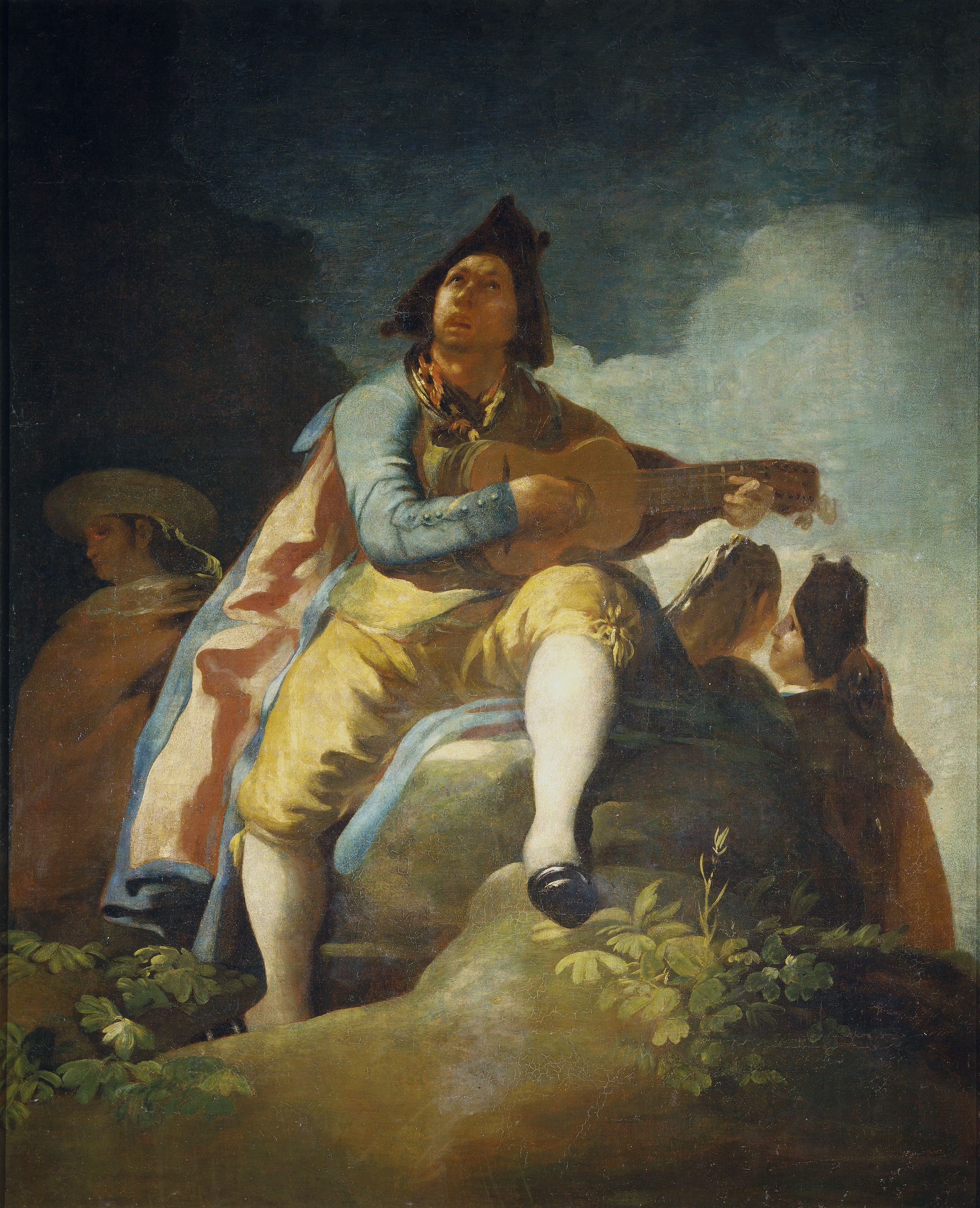
El majo de la guitarra para el Antedormitorio de los Príncipes
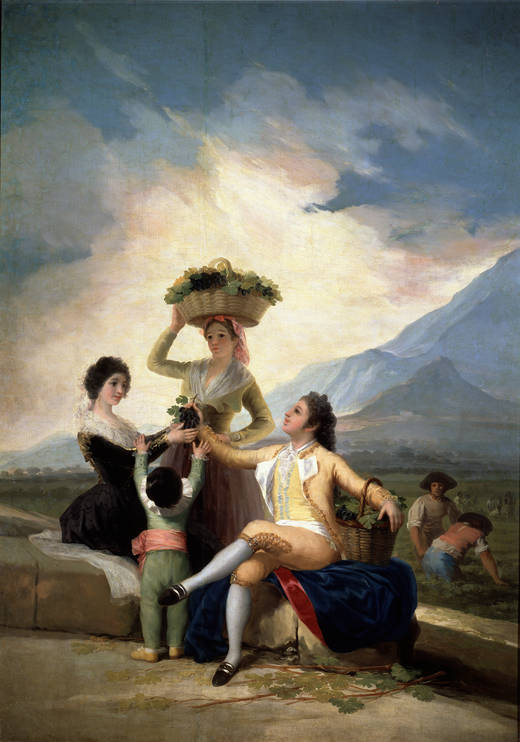
La vendimia para el Comedor del Príncipe
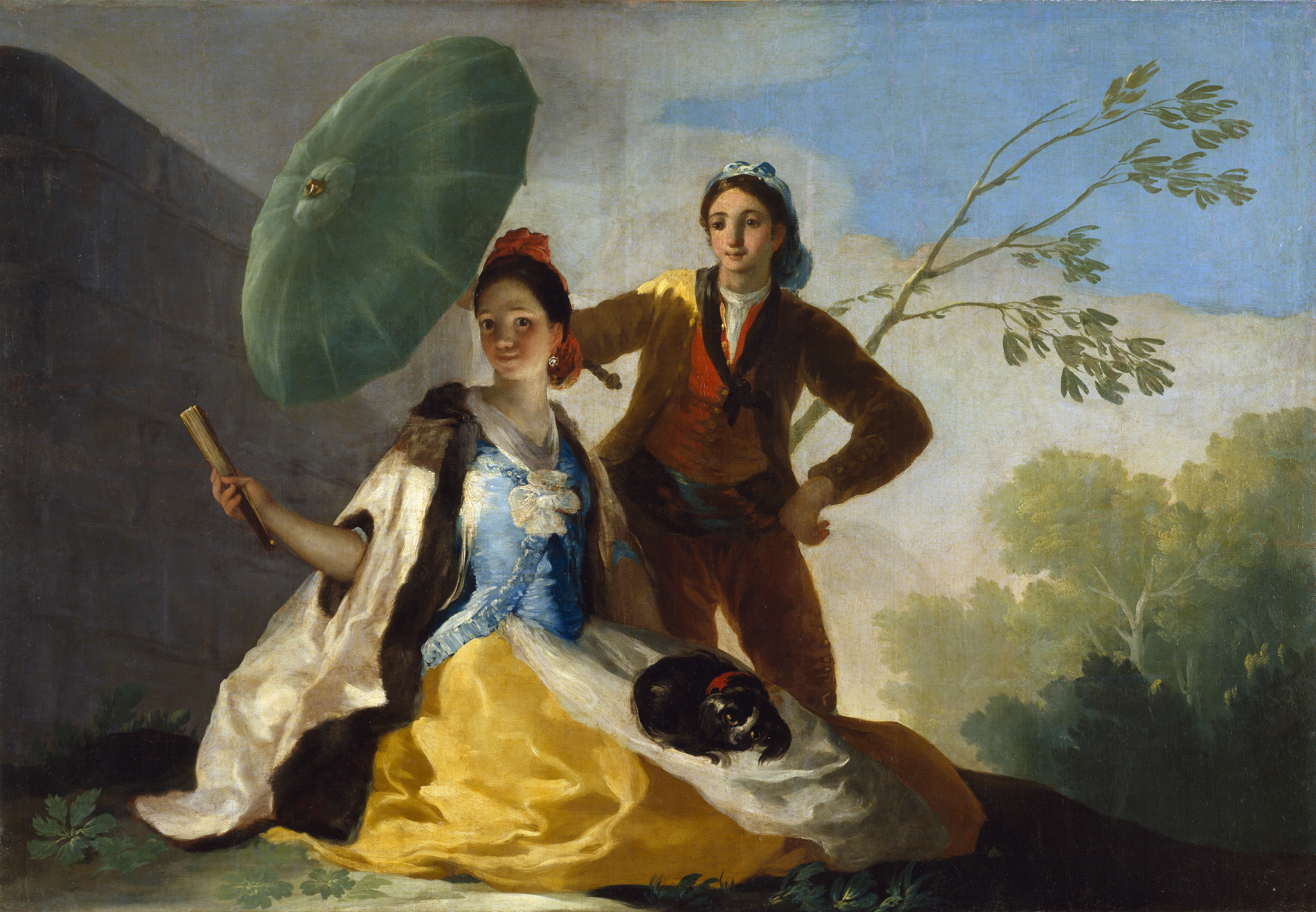
El quitasol para el Comedor del Príncipe
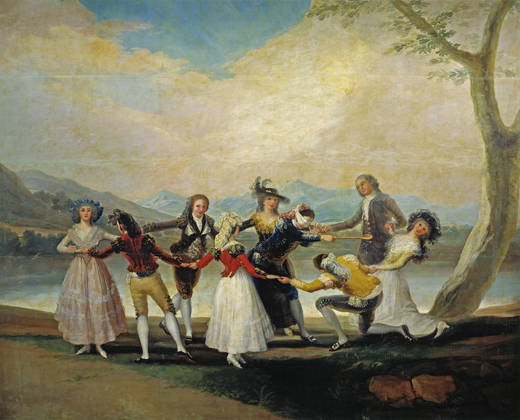
La gallina ciega para el Dormitorio de las Infantas

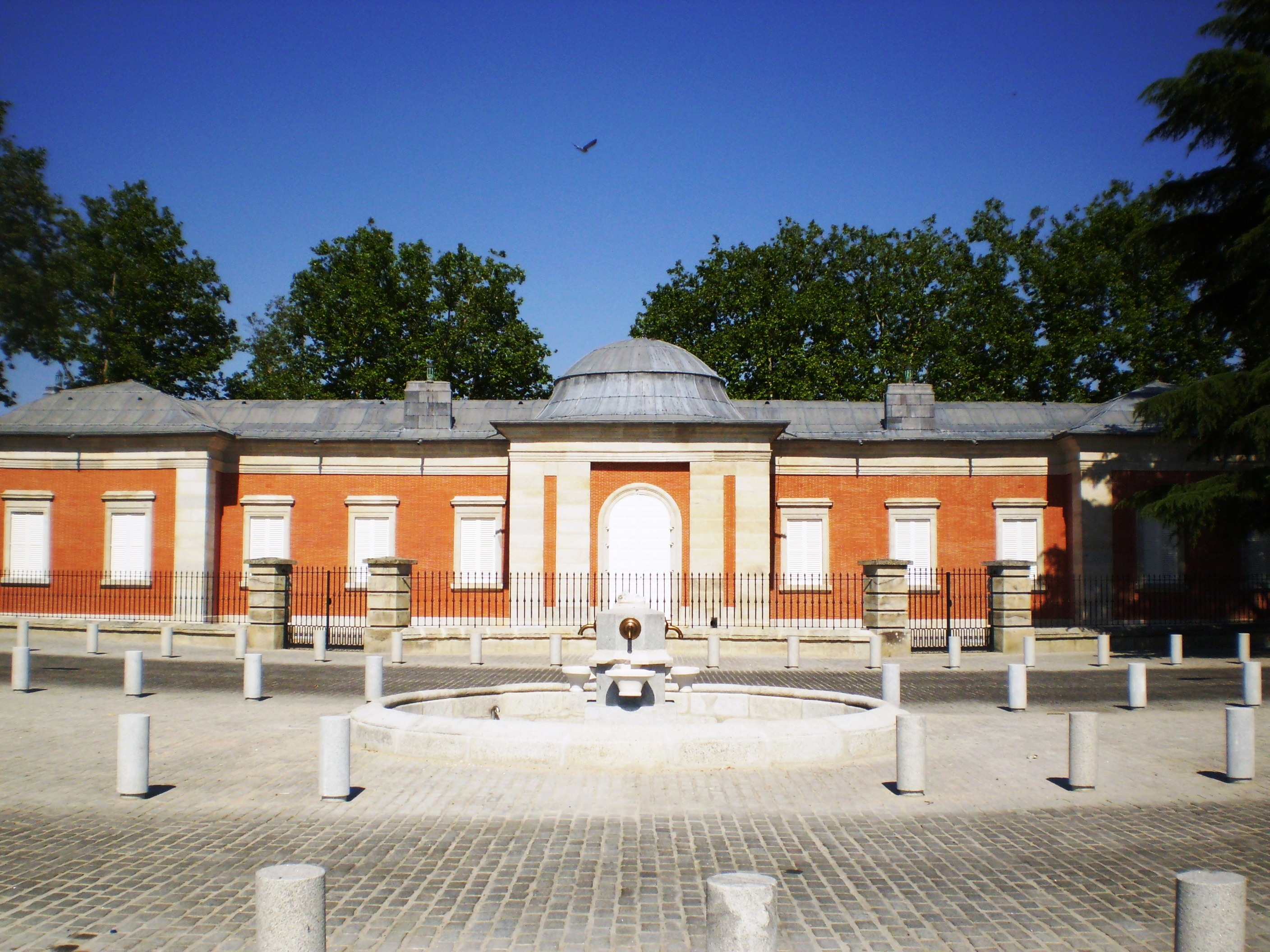
La Casita del Príncipe.

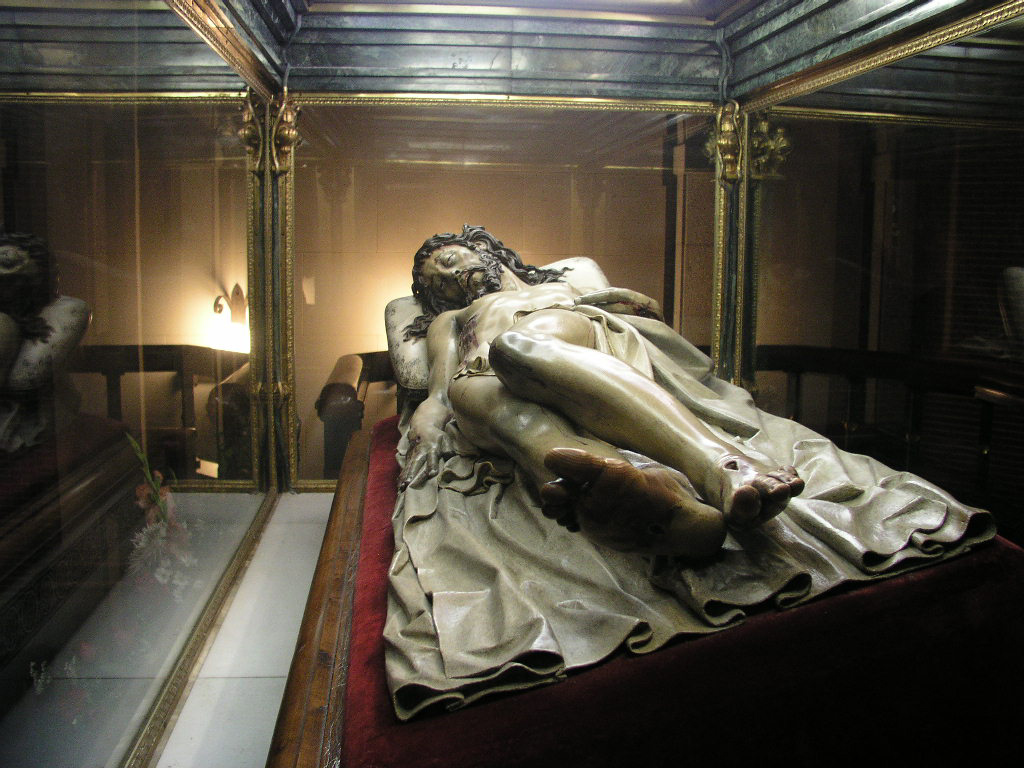
Cristo yacente o Cristo de El Pardo (1605), de Gregorio Fernández, en el Convento de los Padres Capuchinos.

## Visita
El palacio, gestionado por el Patrimonio Nacional, se encuentra abierto al público mediante adquisición de una entrada previa. La visita se hacía únicamente mediante acompañamiento de un guía hasta 2020. No obstante, durante la pandemia de COVID-19, la modalidad fue cambiada a visita libre. Las estancias visitables corresponden aproximadamente a la mitad sur del piso principal (ver Salas). Sin embargo, desde su apertura en 1975 el número concreto de estancias y el recorrido ha ido variando.
En el año 2010, por orden de la Comisión de Memoria Histórica, se decidió retirar de la visita algunas de las estancias relacionadas con el dictador Francisco Franco: el dormitorio, el vestidor y el baño. Con el cambio de gobierno al del Partido Popular, las estancias fueron reabiertas en 2011, y de nuevo cerradas en verano de 2018 (incluyendo el teatro/sala de cine) por motivos de conservación. En el Plan de Actuación 2017-2021 del Patrimonio Nacional figura la "restauración integral de espacios históricos en el Palacio Real del Pardo".

## Alrededores
Alrededor del Palacio Real de El Pardo se fue desarrollando un conjunto monumental y paisajístico promovido por la monarquía española, en el que destacan los siguientes lugares:
- Casita del Príncipe. Fue concebida como un palacete de recreo para el príncipe de Asturias (futuro Carlos IV). Su autor fue el arquitecto Juan de Villanueva, que comenzó las obras en el año 1784.
- Sala histórica de la Guardia Real. En el recinto se exponen varios vehículos históricos que, en su mayor parte, pertenecieron o fueron encargados por Francisco Franco. Destacan un Mercedes blindado regalo de Hitler, varios Cadillac y tres exclusivos Rolls-Royce Phantom IV.[56][57][58]
- Convento de los Padres Capuchinos. Su construcción obedece al impulso del rey Felipe III, que lo mandó levantar en 1612, si bien la inauguración oficial tuvo lugar en 1650. En él se conservan notables obras pictóricas (caso de La Virgen de los Ángeles, de Francisco Rizi) y escultóricas (como el Cristo yacente, de Gregorio Fernández). El conjunto tuvo que ser casi enteramente reconstruido tras la guerra civil.
- Quinta del Duque del Arco. Esta finca alberga un palacete, una casa de labor y unos jardines con grupos escultóricos y fuentes de artificio. Fue donada en el año 1745 a los reyes Felipe V e Isabel de Farnesio. Dentro del palacete, destaca la decoración interior, con especial mención a sus murales de papel pintado, su mobiliario, sus pinturas y sus alfombras, que datan de la época de Fernando VII e Isabel II.
- Monte de El Pardo. El palacio y el municipio se hallan en un enclave de alto valor paisajístico y medioambiental considerado como uno de los bosques mediterráneos mejor conservados de Europa, tanto en lo que respecta a la flora como a la fauna. Se encuentra protegido a través de su inclusión en el parque regional de la Cuenca Alta del Manzanares.